# Коста (Северная Осетия)
Коста (осет. Къостайыхъæу) — село в Ардонском районе республики Северная Осетия — Алания. Административный центр Костаевского сельского поселения.

## География
Расположено на левом берегу реки Терек, в 18 км к северо-востоку от районного центра Ардон и в 28 км к северо-западу от Владикавказа.

## История
Селение было основано в 1923 году переселенцами из Тибского, Нарского и Закинского приходов Алагирского ущелья и первоначально назывался — Хетаг. Позже переименован в Коста, в честь основоположника осетинской письменной литературы — Коста Хетагурова.

## Население
| 2002 | 2010  | 2021  |
| ---- | ----- | ----- |
| 1538 | ↘1505 | ↘1427 |

## Экономика
- Колхоз им. Карла Маркса

## Известные уроженцы и жители
- Еналдиев, Асланбек Иналович (1947—2015) — советский штангист, чемпион СССР (1977), многократный чемпион РСФСР и серебряный призёр чемпионата мира и Европы (1977).